# Lioudmila Titova
Lioudmila Ievguenievna Titova (en russe Людмила Евгеньевна Титова), née le 26 mars 1946 à Tchita, est une patineuse de vitesse soviétique notamment trois fois médaillée olympique.

## Biographie
Aux Jeux olympiques d'hiver de 1968 organisés à Grenoble en France, Lioudmila Titova est médaillée d'or sur 500 mètres et d'argent sur 1 000 mètres. En 1970, elle bat pour la première fois le record du monde du 1 000 mètres et remporte les championnats du monde de sprint. Aux Jeux de 1972, à Sapporo au Japon, elle obtient la médaille de bronze sur 500 mètres. Elle devient commentatrice pour le patinage de vitesse à la télévision après sa carrière. En 1996, elle fait partie d'une expédition à ski qui atteint le pôle sud géographique.

## Records personnels
| Distance     | Temps         | Année |
| ------------ | ------------- | ----- |
| 500 mètres   | 42 s 35       | 1975  |
| 1 000 mètres | 1 min 24 s 31 | 1976  |
| 1 500 mètres | 2 min 14 s 77 | 1975  |
| 3 000 mètres | 5 min 1 s 89  | 1972  |